# EC 바이아
이스포르치 클루비 바이아(Esporte Clube Bahia, 포르투갈어 발음: [isˈpɔʁtʃi ˈklubi baˈi.ɐ]), 짧게는 바이아라 불리는 이 팀은 브라질 바이아주 사우바도르를 연고지로 하는 축구 클럽이다. 과거에 홈 경기장으로 이스타지우 폰치 노바를 사용했으나, 2007년 경기장이 부분적으로 무너지면서 이스타지우 지 피투아수에서 일시적으로 홈 경기를 치렀다. 2014년 FIFA 월드컵을 위해 새로 지어진 아레나 폰치 노바를 현재 사용하고 있으며, 수용인원은 48,747명이다. 바이아의 유니폼은 흰색 셔츠와 파란색 바지, 그리고 붉은색 양말로 구성되어 있다. 현재 캄페오나투 브라질레이루 세리이 A와 바이아 주리그 캄페오나투 바이아누에서 활동하고 있다.
바이아는 브라질레이랑에서 2회 우승하였으며, 1959 시즌에는 펠레를 앞세운 산투스 FC를 꺾고 우승을 차지하였다. 바이아 주리그에서는 46회 우승하였다. 코파 리베르타도레스에는 3회 출전하였으며, 1989 시즌에 8강에 진출한 것이 최고 기록이다.
구단의 최대 라이벌은 EC 비토리아로, 양 팀 간의 더비 경기는 바-비(Ba-Vi)라는 명칭으로 불린다.

## 역사

### 초창기: 1930년대 ~ 1970년대
1931년 아소시아상 아틀레치카 다 바이아(종합 스포츠 클럽)와 클루비 바이아누 지 테니스(테니스 클럽)이 축구단 운영을 중단하면서, 각 구단의 축구 선수들이 모여 새로운 축구단을 만들어 EC 바이아가 탄생하였다. 창단 이후 얼마 지나지 않아, 바이아는 브라질 북동부의 가장 인기있는 축구단으로 거듭났다. 와우데마르 코스타 박사가 바이아의 초대 회장으로 추대되었다. 구단의 앰블럼은 하이문두 마갈량이스가 제작했으며, SC 코린치앙스 파울리스타로부터 영감을 받아, 바이아의 주기를 둥근 앰블럼 가운데에 위치하여 디자인하였다.
구단의 창단 모토는 이기기 위해 태어났다.(포르투갈어: Nasceu para Vencer)로 정해졌다. 창단 첫 시즌 바이아 주 대회 토르네이우 이니시우에서 우승을 차지하였다. 1959년에 타사 브라지우(세리이 A의 전신)에서 우승을 차지하였으며, 같은 대회의 1961년과 1963년에는 준우승을 차지하였다.

### 황금기: 1980년대
1980년대에 접어들면서 EC 바이아는 황금기를 맞이하였다. 1988년 구단은 캄페오나투 브라질레이루 세리이 A에서 우승을 차지하면서, 세리이 A 첫 우승이자 전국 대회 두번째 타이틀을 거머쥐었다. 이 후 코파 리베르타도레스 1989 시즌에 참가하게 되었으며, 이는 상대적으로 낙후된 브라질 북동부의 클럽이 대륙 대회에 처음 출전하는 것으로, 크게 화제가 되어 전국적인 이목을 집중시켰다. 바이아는 조별 리그에서 1위로 토너먼트에 진출하였고, 페루의 우니베르시타리오 데 데포르테스를 종합 3-2로 꺾은 후, 8강에서 SC 인테르나시오나우에게 패해 탈락하였다.

### 침체기: 1990년대 ~ 2000년대
1997년 바이아는 EC 주벤투지와의 홈 경기에서 0-0 무승부로 마친 후, 역사상 처음으로 캄페오나투 브라질레이루 세리이 B로 강등되었다. 1999년 바이아는 좋은 성적을 유지하며, 2년만에 세리이 A 복귀를 노렸으나, 최종 3위를 기록하며 승격에 실패하였다.
2000년에 상파울루 FC와 SC 인테르나시오나우 등의 축구단들이 뇌물 수수 사건에 연루되며, 플루미넨시 FC와 함께 세리이 A로 복귀하였다. 그러나 2002년 구단을 후원하던 은행이 파산하면서, EC 바이아는 빠르게 쇠퇴했다. 2001년과 2002년 코파 노르데스치에서 우승을 차지하였으나, 2003년 세리이 A에서 미미한 성적을 거둔 이후 세리이 B로 다시 강등되었다. 2004년 세리이 B 4위를 기록하며 또 한번 빠르게 복귀를 준비했으나, 브라질리엔시 FC에게 패하며 또 다시 세리이 B에 머무르게 되었다. 2005년 세리이 B 18위를 기록하며, 캄페오나투 브라질레이루 세리이 C로 추락하였다.

### 삼색의 불사조(Fênix tricolor): 2000년대 ~ 현재
2007년 캄페오나투 브라질레이루 세리이 C 준결승전 나시오나우 파스트 클루비와의 대결에서 샤를리스가 후반 막판에 결승골을 기록하며, 기적적으로 결승전에 올라섰다. 최종적으로 준우승을 기록한 EC 바이아는 캄페오나투 브라질레이루 세리이 B로의 승격이 확정되었다. 이 순간을 두고 바이아의 팬들은 스스로를 삼색의 불사조(포르투갈어: Fênix tricolor)라 칭하였다. 2007년 EC 바이아는 3부 리그에서 활동하였음에도 불구하고, 평균 40,400명의 관중이 들어차는 등 팬들의 절대적인 지지를 받았다.
2010 시즌부터 2014 시즌까지 EC 바이아는 세리이 A에서 지속적으로 활동하였으나, 2014 시즌을 끝으로 세리이 B로 다시 내려갔다. 하지만 2016 시즌 세리이 B 4위를 기록하며, 1부 리그로의 복귀에 성공하였다. 또한 2012년 코파 수다메리카나에 나서며, 22년간의 공백을 깨고 대륙 대회에 참가하게 되었다. 2012년과 2014년, 2015년에 캄페오나투 바이아누에서 우승을 차지하였으며, 2017년에는 코파 노르데스치에서 우승하였다.

## 수상

### 국내
- 세리이 A

우승 (2) : 1959, 1988
준우승 (2) : 1961, 1963
- 세리이 C

준우승 (1) : 2007

### 지역
- 코파 노르데스치

우승 (3) : 2001, 2002, 2017
준우승 (3) : 1997, 1999, 2015
- 타사 노르치-노르데스치

우승 (3) : 1959, 1961, 1963
준우승 (3) : 1960, 1962, 1968
- 토르네이우 두스 캄페옹이스 두 노르데스치

우승 (1) : 1948

### 주 (州)
- 캄페오나투 바이아누

우승 (46) : 1931, 1933, 1934, 1936, 1938, 1940, 1944, 1945, 1947, 1948, 1949, 1950, 1952, 1954, 1956, 1958, 1959, 1960, 1961, 1962, 1967, 1970, 1971, 1973, 1974, 1975, 1976, 1977, 1978, 1979, 1981, 1982, 1983, 1984, 1986, 1987, 1988, 1991, 1993, 1994, 1998, 1999, 2001, 2012, 2014, 2015
준우승 (19) : 1941, 1955, 1957, 1963, 1964, 1969, 1972, 1985, 1989, 1992, 1997, 2000, 2004, 2005, 2007, 2008, 2009, 2010, 2013
- 타사 이스타두 다 바이아

우승 (3) : 2000, 2002, 2007
준우승 (2) : 2004, 2006

## 선수 명단

### 현역
참고: FIFA 자격 규정에 따라 소속된 국가대표팀 국기를 표시합니다. 선수는 복수의 FIFA 비회원국 국적을 가지고 있을 수 있습니다.
| 번호 | 포지션 | 국적     | 이름                 |
| ---- | ------ | -------- | -------------------- |
| 13   | DF     | 콜롬비아 | 산티아고 아리아스    |
| 15   | MF     | 우루과이 | 미첼 아라우호        |
| 17   | FW     | 우루과이 | 루시아노 로드리게스  |
| 21   | DF     |          | 산티아고 라모스 밍고 |

| 번호 | 포지션 | 국적     | 이름              |
| ---- | ------ | -------- | ----------------- |
| 26   | MF     | 우루과이 | 니콜라스 아세베도 |

## 역대 감독
| 감독                     | 임기        |
| ------------------------ | ----------- |
| 카를로스 볼란테          | 1959        |
| 파울루 아마라우          | 1967 ~ 1968 |
| 마누엘 플레이타스 솔리치 | 1970 ~ 1971 |
| 아르투르 베르나르지스    | 1994        |
| 자이르 페헤이라          | 1997        |
| 조르지뉴                 | 2017        |
| 바당                     | 2004        |
| 마누 메네지스            | 2020        |
| 디에고 다보베            | 2021        |
| 레나토 파이바            | 2023        |
| 호제리우 세니            | 2023 ~      |